# داب الشجر
دابّ الشجر (الاسم العلمي: Certhia)، جنس طيور من فصيلة دابة الشجر. تضم ثلاث أنواع نمطية، والتي تشكل مع الأنواع الأخرى فصيلة دابة الشجر كاداب الشجر المرقط الإفريقي وداب الشجر المرقط الهندي.
توجد الأنواع الثلاثة النمطية في العديد من الأجزاء المُشجرة من المنطقة الشمالية المعتدلة. لا يهاجرون عادة إلا في النطاق المحلي، مثل الهجرات إلى مرتفعات الهيمالايا.